# شتاینبورگ (زاکسونی)-آنهالت
شتاینبورگ (زاکسونی)-آنهالت (به آلمانی: Steinburg) یک منطقهٔ مسکونی در آلمان است که در فینلاند واقع شده‌است. شتاینبورگ ۲۴۰ نفر جمعیت دارد.